# Brantaberg-Oreberget
Brantaberg-Oreberget är ett naturreservat i Hässleholms kommun i Skåne län.
Området är naturskyddat sedan 2019 och är 32 hektar stort. Det ligger på Nävlingeåsens nordsluttning strax sydväst om Vinslöv och består av bokskogar och mindre betesmarker. 